# Сайхунабадский район
Сайхунабадский район (узб. Sayxunobod tumani / Сайхунобод тумани) — административная единица в Сырдарьинской области Узбекистана. Административный центр — городской посёлок Сайхун.

## История
Район был образован в 1970 году под названием Ворошиловский район. В 1990 году переименован в Сайхунабадский район.

## Административно- территориальное деление
По состоянию на 1 января 2011 года в состав района входят:
- 3 городских посёлка:

1. Сайхун,
2. Сохил,
3. Шурузак.

- 7 сельских сходов граждан:

1. Гулистан,
2. Истиклол,
3. Иттифак,
4. Нурата,
5. Узбекистан,
6. Шурузяк,
7. Янгихаят.